# Lautenschläger-Forschungspreis
Der Lautenschläger-Forschungspreis ist ein Preis, der seit 2001 an der Universität Heidelberg alle zwei Jahre an „herausragende, in der Forschung aktive Wissenschaftler“ verliehen wird. Er ist mit 250.000 Euro dotiert und richtet sich an alle Wissenschaftsbereiche. Mit dem Preis werden „international anerkannte Wissenschaftler der Universität Heidelberg“ oder ausländische Wissenschaftler ausgezeichnet, die „der Universität Heidelberg in wissenschaftlicher Kooperation verbunden sind“. Der Preis wurde von Manfred Lautenschläger gestiftet, der Aufsichtsratsvorsitzender der MLP AG ist. Seit 1998 ist Lautenschläger auch Ehrensenator der Universität Heidelberg.

## Preisträger
- 2001 Johanna Stachel, Physikerin
- 2003 Peter Krammer, Krebsforscher (DKFZ)
- 2005 Tonio Hölscher, Altertumswissenschaftler
- 2007 Matthias Hentze und Andreas Kulozik, Mediziner
- 2009 Eva Grebel, Astrophysik
- 2011 Joachim Wittbrodt, Entwicklungsbiologe
- 2013 Ralf Bartenschlager, Virologe
- 2015 Axel Michaels, Indologe
- 2018 Karlheinz Meier, Physiker (posthum)
- 2020 Hannah Monyer, Hirnforscherin
- 2023 Christine Selhuber-Unkel, Physikerin